# Elecciones municipales de 2015 en Bilbao
Las elecciones municipales de 2015 se celebraron en Bilbao el domingo 24 de mayo, de acuerdo con el Real Decreto de convocatoria de elecciones locales en España dispuesto el 30 de marzo de 2015 y publicado en el Boletín Oficial del Estado el día 31 de marzo. Se eligieron los 29 concejales del pleno del Ayuntamiento de Bilbao, a través de un sistema proporcional (método d'Hondt), con listas cerradas y un umbral electoral del 5 %.

## Resultados
La candidatura del Partido Nacionalista Vasco (EAJ-PNV) obtuvo una mayoría simple de 13 concejales, por 4 concejales de las candidaturas de EH Bildu, Partido Socialista de Euskadi-Euskadiko Ezkerra y Partido Popular, y 2 de las candidaturas de Udalberri-Bilbao en Común y Ganemos. El escrutinio definitivo se detalla a continuación:
| Candidatura                                                 | Candidatura                                                 | Votos   | %                               | Concejales                      |
| ----------------------------------------------------------- | ----------------------------------------------------------- | ------- | ------------------------------- | ------------------------------- |
|                                                             | Partido Nacionalista Vasco (EAJ-PNV)                        | 63 642  | 39,34                           | 13                              |
|                                                             | Euskal Herria Bildu (EH Bildu)                              | 22 711  | 14,04                           | 4                               |
|                                                             | Partido Socialista de Euskadi-Euskadiko Ezkerra (PSOE)      | 19 361  | 11,97                           | 4                               |
|                                                             | Partido Popular (PP)                                        | 19 190  | 11,86                           | 4                               |
|                                                             | Udalberri-Bilbao en Común (UdalBerri)                       | 13 701  | 8,47                            | 2                               |
|                                                             | Ganemos (Ganemos)                                           | 10 568  | 6,53                            | 2                               |
| Ciudadanos-Partido de la Ciudadanía (Cs)                    | Ciudadanos-Partido de la Ciudadanía (Cs)                    | 5701    | 3,52                            | 0                               |
| Partido Animalista Contra el Maltrato Animal (PACMA-ATTAAA) | Partido Animalista Contra el Maltrato Animal (PACMA-ATTAAA) | 1936    | 1,20                            | 0                               |
| Unión Progreso y Democracia (UPyD)                          | Unión Progreso y Democracia (UPyD)                          | 1357    | 0,84                            | 0                               |
| Vox y Partido Familia y Vida (Vox-PFyV)                     | Vox y Partido Familia y Vida (Vox-PFyV)                     | 599     | 0,37                            | 0                               |
| Partido Humanista (PH)                                      | Partido Humanista (PH)                                      | 380     | 0,23                            | 0                               |
| Votos en blanco                                             | Votos en blanco                                             | 2628    | 1,62                            | n/a                             |
| Votos válidos                                               | Votos válidos                                               | 161 774 | 100,00                          | 29                              |
| Votos nulos                                                 | Votos nulos                                                 | 1502    | Participación: \| \| 59,33 % \| | Participación: \| \| 59,33 % \| |
| Votantes                                                    | Votantes                                                    | 163 276 | Participación: \| \| 59,33 % \| | Participación: \| \| 59,33 % \| |
| Electores                                                   | Electores                                                   | 275 222 | Participación: \| \| 59,33 % \| | Participación: \| \| 59,33 % \| |
|                                                             | 59,33 %                                                     |         |                                 |                                 |

## Concejales electos
Relación de concejales electos:
| N.º | Nombre                             | Lista | Lista     |
| --- | ---------------------------------- | ----- | --------- |
| 1   | Juan María Aburto Rike             |       | EAJ-PNV   |
| 2   | Nekane Alonso Santamaría           |       | EAJ-PNV   |
| 3   | Aitziber Ibaibarriaga Etxebarrieta |       | EH Bildu  |
| 4   | Ricardo Barkala Zumelzu            |       | EAJ-PNV   |
| 5   | Alfonso Gil Invernón               |       | PSOE      |
| 6   | Luis Eguiluz Zobaran               |       | PP        |
| 7   | Itziar Urtasun Jimeno              |       | EAJ-PNV   |
| 8   | María Carmen Muñoz López           |       | UdalBerri |
| 9   | Mikel Álvarez Ieregi               |       | EAJ-PNV   |
| 10  | Lander Etxebarría Garitazelaia     |       | EH Bildu  |
| 11  | Iñigo Pombo Ortiz de Artiñano      |       | EAJ-PNV   |
| 12  | Francisco Samir Ladhou del Arco    |       | Ganemos   |
| 13  | Yolanda Díez Saiz                  |       | PSOE      |
| 14  | Beatriz Marcos González            |       | PP        |
| 15  | Marta Ajuria Arribas               |       | EAJ-PNV   |
| 16  | Asier Abaunza Robles               |       | EAJ-PNV   |
| 17  | Alba Fatuarte González             |       | EH Bildu  |
| 18  | Oihane Agirregoitia Martínez       |       | EAJ-PNV   |
| 19  | Amaia Arenal Vidorreta             |       | UdalBerri |
| 20  | Gregorio José Zurro Tobajas        |       | PSOE      |
| 21  | Carmen Carrón Galende              |       | PP        |
| 22  | Tomás del Hierro Gurrutxaga        |       | EAJ-PNV   |
| 23  | Xabier Otxandiano Martínez         |       | EAJ-PNV   |
| 24  | Bruno Zubizarreta Unanue           |       | EH Bildu  |
| 25  | Koldo Narbaiza Olazkoaga           |       | EAJ-PNV   |
| 26  | María Concepción García Martos     |       | Ganemos   |
| 27  | Gotzone Zaldunbide Solaun          |       | EAJ-PNV   |
| 28  | Inés Ibáñez de Maeztu Izaguirre    |       | PSOE      |
| 29  | Óscar Fernández Monroy             |       | PP        |

## Acontecimientos posteriores
Investidura del alcalde
En la sesión de investidura celebrada el 13 de junio de 2015 el candidato del PNV Juan María Aburto obtuvo la mayoría absoluta de los votos del pleno (17 concejales), y fue por tanto elegido alcalde del municipio, gracias a un acuerdo alcanzado entre PNV y PSE-EE, que se comprometieron a gobernar en coalición. El resto de partidos votaron a sus propios candidatos. Aitziber Ibaibarriaga (EH Bildu) recibió 4 votos, Luis Eguiluz (PP) 4, Carmen Muñoz (Udalberri) 2 y Francisco Samir (Ganemos) 2. 